# Ochteridae

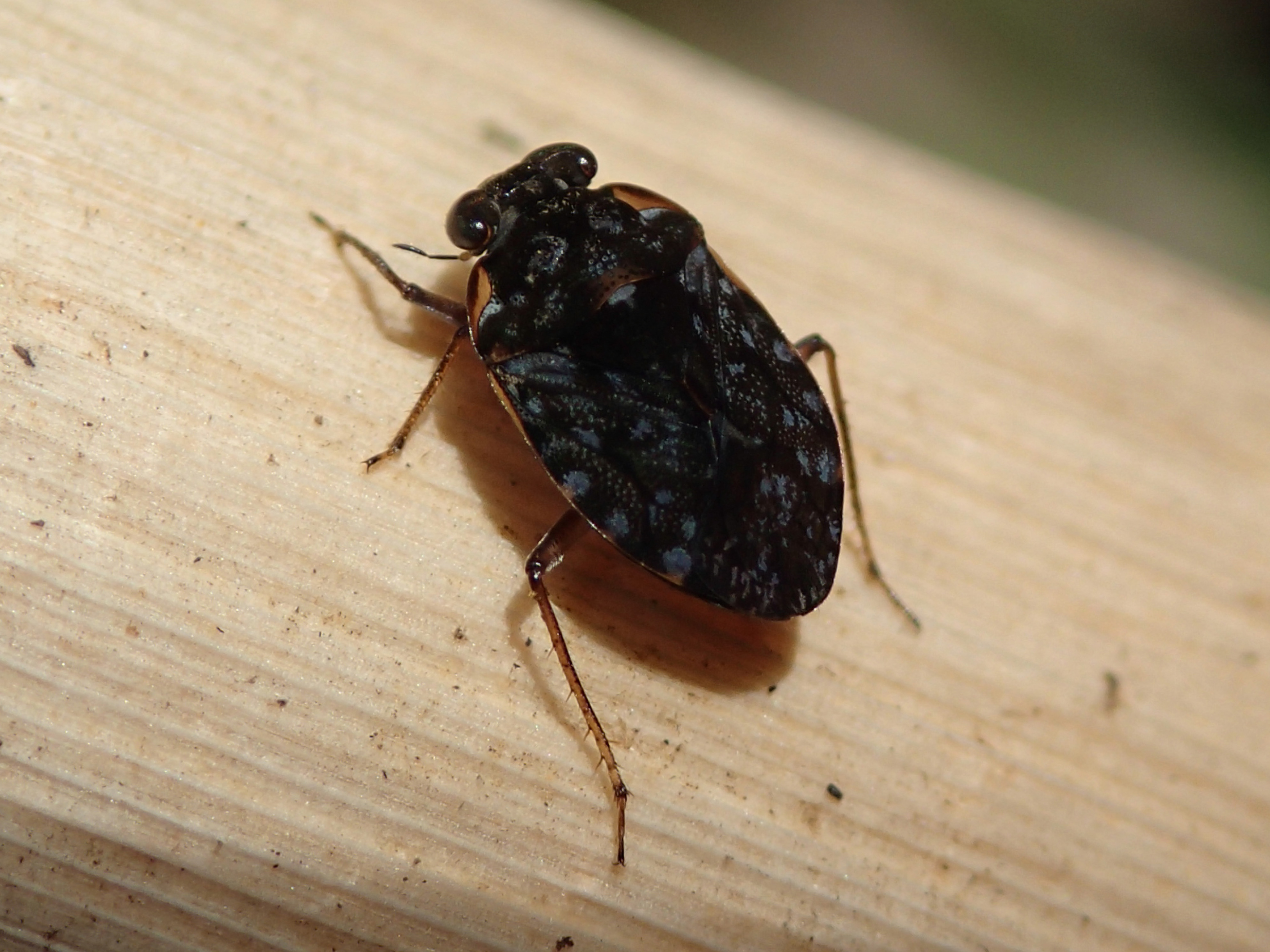
Ochterus marginatus

Ochteridae es una pequeña familia de insectos en el suborden Heteroptera del orden Hemiptera. Existen unas 80 especies organizadas en ocho géneros en la familia Ochteridae. Poseen una distribución amplia por toda la Tierra a lo largo de las costas de distintos tipos de accidentes geográficos con agua (como ser arroyos y lagunas); su mayor diversidad se observa en las regiones tropicales. Se les suele denominar chinches aterciopeladas de las costas. Se asemejan a los especímenes de Saldidae que también habitan en las costas y miden entre 4.5 a 9 mm de largo.
La mayoría de los Ochteridae habitan en los bordes de estanques y otros espejos de aguas tranquilas. Poco se sabe sobre sus hábitos, pero se cree que son depredadores de pequeños invertebrados, como las larvas de moscas. Tienden a ser activos y capaces de saltar y volar activamente.
Los estadios inmaduros de algunas especies se camuflan de manera extremadamente efectiva pegando granos de arena y otras partículas a sus espaldas, comportamiento que también exhiben los adultos de algunas especies. No son conspicuos y la mayoría de las especies son físicamente pequeñas y se presentan de forma irregular y en pequeñas cantidades; estos factores los hacen difíciles de estudiar y explican en parte por qué se sabe poco sobre la biología de la mayoría de las especies.

## Géneros
Estos ocho géneros pertenecen a la familia Ochteridae:
- Angulochterus Yao, Zhang and Ren in Yao et al., 2011 i c g
- Floricaudus Yao, Ren and Shih in Yao et al., 2011 i c g
- Megochterus Jaczewski, 1934 i c g
- Ochterus Latreille, 1807 i c g b
- Ocyochterus Drake and Gómez-Menor, 1954 i c g
- Pristinochterus Yao, Cai and Ren, 2007 i c g
- Propreocoris Popov, Dolling & Whalley, 1994 g
- Riegerochterus Popov and Heiss, 2014 i c g

Fuentes de información: i = ITIS, c = Catalogue of Life, g = GBIF, b = Bugguide.net